# Poe Cottage
A Poe Cottage az amerikai költő, Edgar Allan Poe lakhelye volt 1846 és 1849 között, mely jelenleg New York északi körzete, Bronx egyik múzeuma. A faházat 1812-ben John Wheeler farmer építette, más források szerint korábban, 1797-ben épült. Poe élete utolsó éveiben tüdőbeteg feleségével, Virginiával élt itt, azt remélve, hogy a környék levegője feleségét meggyógyítja.
Az épület jelenleg múzeum, a házikót, mely eredetileg a Kingsbridge Road-on állt, a New York-i Shakespeare Társaság vette meg 1895-ben azzal a céllal, hogy eredeti állapotában megőrizze. Később az épületet 1913-ban áthelyezték eredeti helyétől nem túl messze, a Kingsbridge Road mellett kialakított Poe Parkba. A múzeum három szobájában megtekinthetők a költő személyes használati tárgyai, hintaszéke, íróasztala, az emeleten pedig az életét bemutató kiállítás látható.

## Galéria

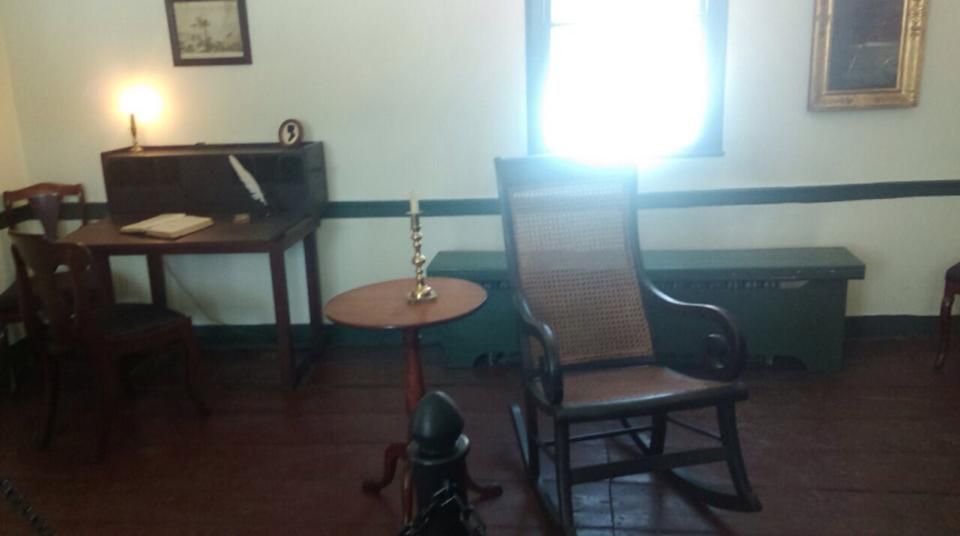
A költő szobája
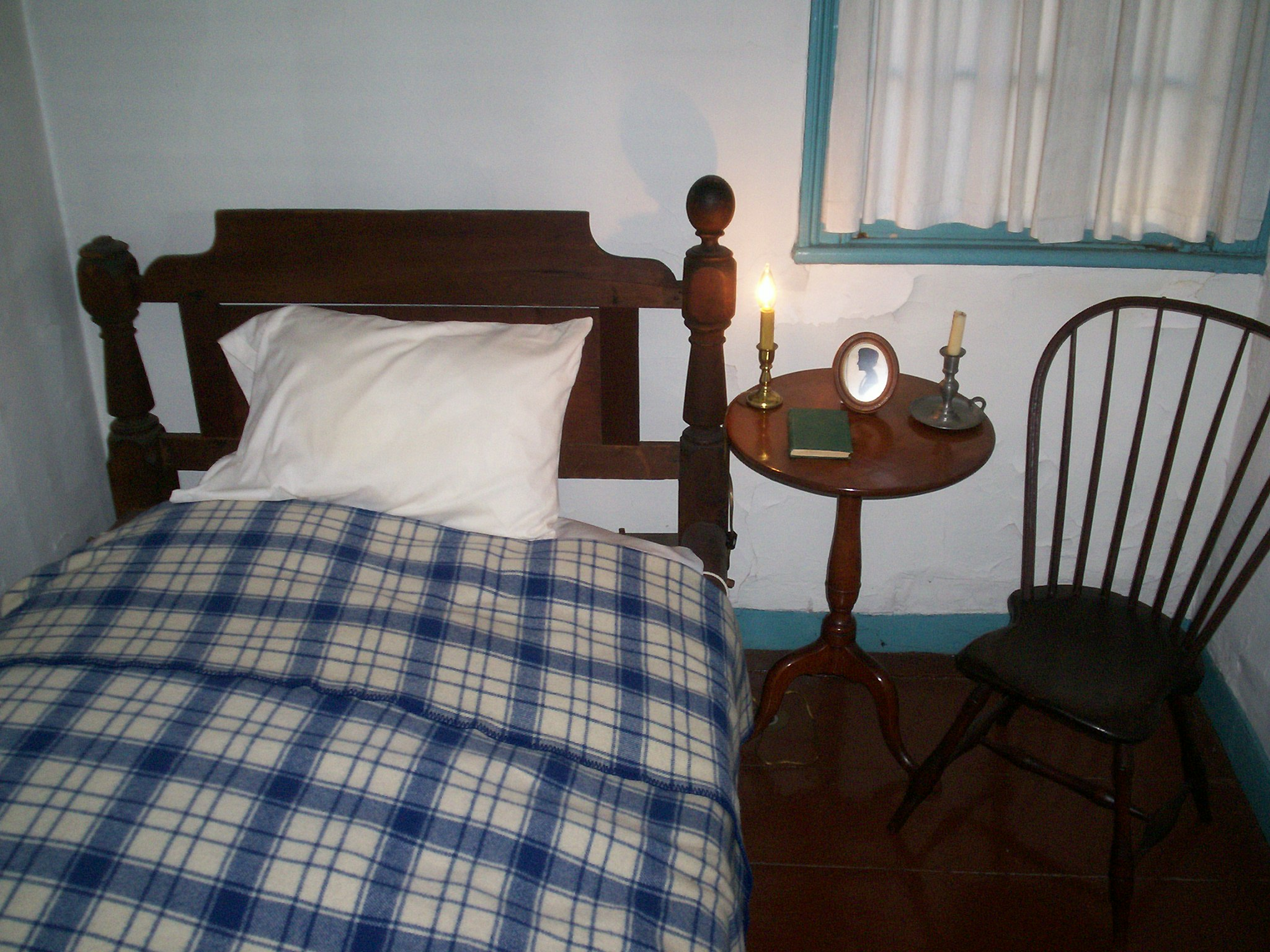
Virginia hálószobája
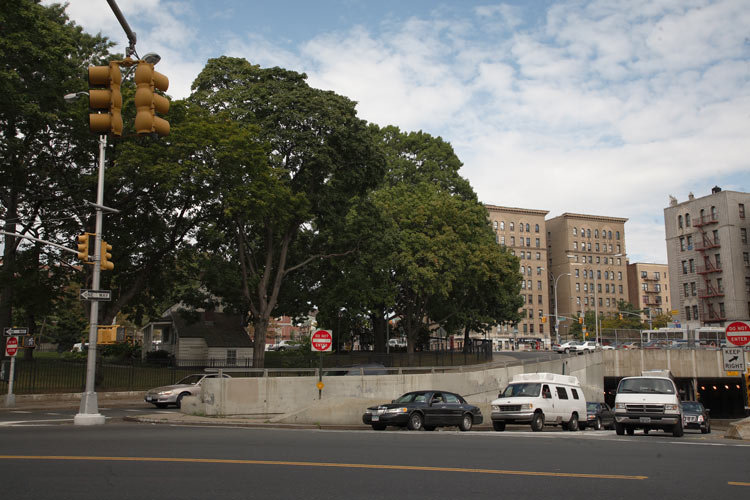
Poe Park a Kingsbridge Road mellett 2007-ben
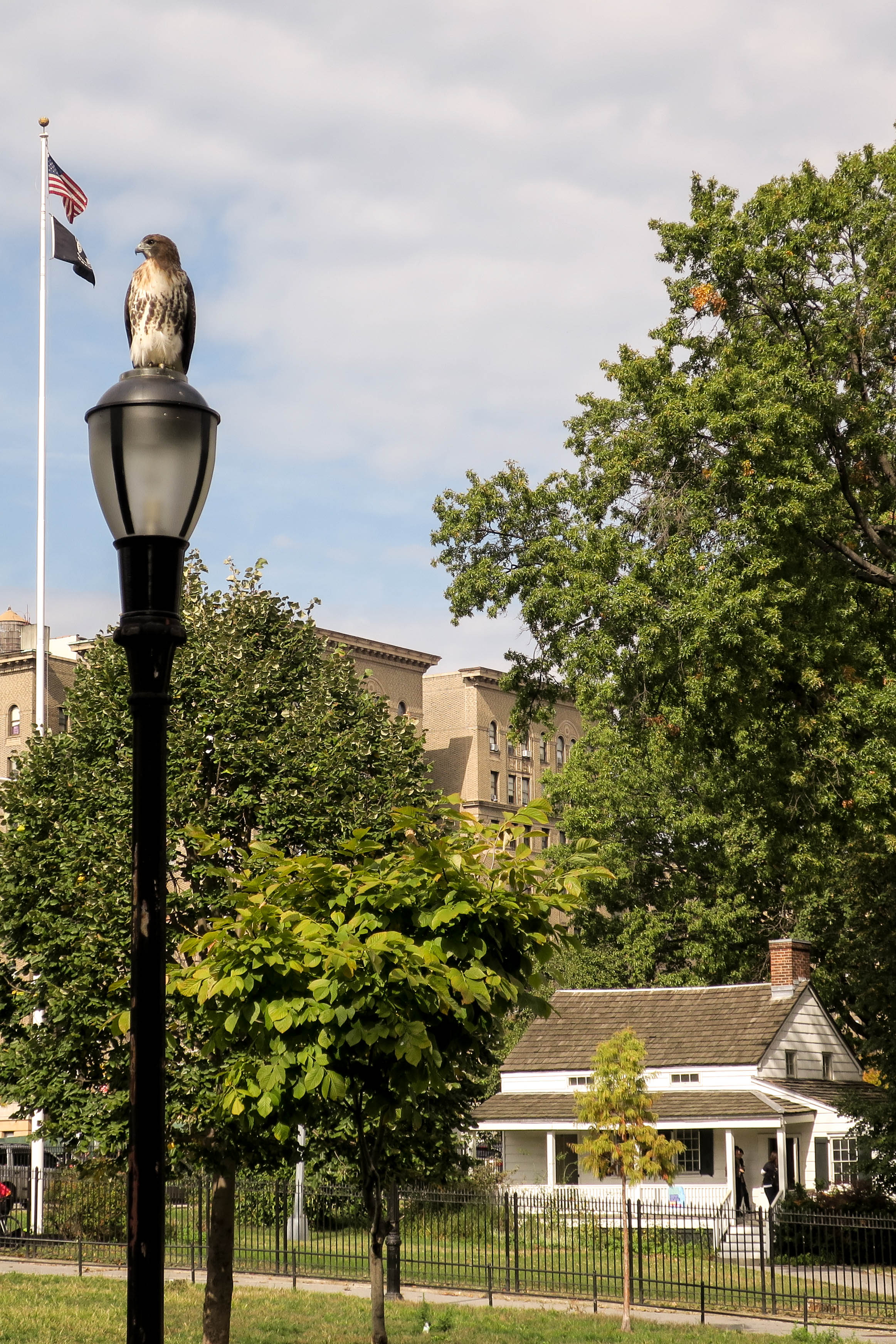
A holló című versére utaló lámpa a park mellett